# 주은지
주은지(1994년 ~)는 대한민국의 가수다. 2015년 싱글 《Good Time》으로 데뷔했다.

## 방송
- 슈퍼스타K2 (2010) - Top24

## 음반
- Good Time (2015)
- If I (2021)

## 공연
- 옥상프로젝트- 더(the) 소풍 (2013)

## 작사/작곡
- 주은지 <Good Time> (2015)